# キャピタル・エリア・マルチモーダル・ゲートウェイ
キャピタル・エリア・マルチモーダル・ゲートウェイ（英語：Capital Area Multimodal Gateway）はミシガン州イーストランシング サウス・ハリソン・ロード1240にある駅。 全米各地を結ぶ旅客鉄道のアムトラックが乗り入れている。

## 概要
当駅（センター）は地域の交通拠点として2016年に営業開始された。地域交通のキャピタルエリア交通局が乗り入れている。中長距離バスはグレイハウンドとインディアン・トレイルズに乗車することができる
。

## 利用可能な鉄道路線／列車
アムトラックの停車する列車は下記の通り。
シカゴとポートヒューロン間の昼行中距離列車ブルー・ウォーター号… 1日1往復停車